# Buddy Landel
Pour les articles homonymes, voir Landel.
Buddy Landel (né William Ansor le 16 août 1961 à Knoxville et mort le 22 juin 2015 à Chilhowie) est un catcheur américain connu sous le nom de ring de « Nature Boy » Buddy Landel.
Il commence sa carrière en 1979 dans le Tennessee et commence à être mis en sur le devant de la scène en 1985 à la Mid-Atlantic Championship Wrestling. Là-bas, il est brièvement le rival de Ric Flair et remporte le championnat National poids lourd de la National Wrestling Alliance (NWA). Il se fait renvoyer de cette fédération un an plus tard car il est alors alcoolique et toxicomane.

## Jeunesse
William Ansor grandit à Knoxville où il fait partie de l'équipe de lutte de son lycée. Il est fan de catch et regarde souvent l'émission hebdomadaire de la Continental Wrestling Association, une fédération de catch de Memphis.

## Carrière de catcheur

### Débuts (1979-1985)
À la fin des années 1970, la sœur de William Ansor sort avec le catcheur Barry Orton.Orton l'aide à devenir catcheur en le présentant à Boris Malenko (en) et Bob Roop (en) qui vont l'entraîner pendant six mois,,. Il commence sa carrière en 1979 à l'International Championship Wrestling, une fédération du Tennessee, et il a à l'époque les cheveux bruns.
En 1982, il travaille à Memphis à la Continental Wrestling Association (CWA) où on lui demande de se teindre les cheveux en blond. Alors qu'il travaille dans cette fédération, on lui propose d'aller à Porto Rico travailler à Capitol Sports Promotions. Là-bas, il remporte son premier titre le 5 mars 1983 en battant Pierre Martel pour devenir  champion poids lourd d'Amérique du Nord de la National Wrestling Alliance (NWA) (version Porto Rico). Son règne prend fin le 25 juin après sa défaite face à Pedro Morales.
Il retourne dans le Tennessee à la CWA où Jerry Lawler qui est copropriétaire de cette fédération lui donne le surnom de « Nature Boy » avec un look flamboyant similaire à celui de Ric Flair. Il y devient brièvement champion poids lourd Mid-America de la NWA du 15 au 22 août 1983 en battant Dutch Mantel avant de perdre son titre face à Stagger Lee.
En 1984, il part à la Mid-South Wrestling (en), une fédération qui couvre l'Oklahoma, la Louisiane, le Mississippi et l'Arkansas. Le 4 février, il participe à un tournoi pour désigner le nouveau champion Télévision de la Mid-South Wrestling et il se fait éliminer dès le premier tour par Terry Taylor (en). Il remporte finalement ce titre le 5 décembre au cours de l'enregistrement de l'émission télévisée du 8 après sa victoire face à Bill Dundee,. Son règne est assez court puisqu'il prend fin le 2 janvier 1985 après sa défaite face à Terry Taylor.

### Mid-Atlantic Championship Wrestling(1985-1986)
En 1985, Buddy Landel arrive à la Mid-Atlantic Championship Wrestling, une fédération membre de la National Wrestling Alliance (NWA) couvrant les Carolines. Il est alors managé par J.J. Dillon et devient rapidement le principal rival du champion du monde poids lourd de la NWA le « Nature Boy » Ric Flair. Ils s'affrontent à de nombreuses reprises dans ce qui est annoncé comme une bataille entre les deux « Nature Boy ». Un de leurs combats notables a lieu le 31 juillet à Raleigh et est une des plus grosse affluence de la Dorton Arena. Dusty Rhodes, le booker de cette fédération, envisage alors d'en faire la rivalité principale une fois la rivalité opposant Flair à Ivan, Nikita Koloff et Rhodes va se terminer. Cependant, Rhodes lui permet d'affronter à plusieurs reprises Terry Taylor (en) dans des matchs pour le championnat national poids lourd de la NWA. Il parvient à remporter ce titre le 28 novembre à Starrcade. En fin d'année, il ne se présente pas à un enregistrement d'une émission télévisé. De plus, il est alors alcoolique et toxicomane et cela convainc Jim Crockett, Jr. de le renvoyer.

### Diverses fédérations (1986-1995)
Après son renvoi de la Mid-Atlantic Championship Wrestling, Buddy Landel retourne lutter dans diverses fédérations du Sud de États-Unis. Il fait aussi un bref  passage à l'American Wrestling Association en 1987.

## Vie privée
William Ansor effectue des démarches pour changer son nom en Buddy Landel. Il est marié à une femme qui s'appelle Donna avec qui il a deux filles.

## Palmarès
- American Independent Wrestling Federation (AIWF)
  - 1 fois champion du monde poids lourd de l'AIWF[18]
- Capitol Sports Promotions
  - 1 fois champion poids lourd d'Amérique du Nord de la National Wrestling Alliance (NWA) (version Porto Rico)[19]
  - 1 fois champion poids lourd des Caraïbes de la National Wrestling Alliance (NWA)[20]
- Continental Championship Wrestling
  - 2 fois champion poids lourd continental de la National Wrestling Alliance (NWA)[21]
- Continental Wrestling Association
  - 4 fois champion poids lourd Mid-America de la National Wrestling Alliance (NWA)[10]
  - 2 fois champion poids lourd du Sud de l'American Wrestling Association (AWA)[22]
- Exodus Wrestling Alliance (EWA)
  - 1 fois champion poids lourd de l'EWA[23]
- Independent Professional Wrestling Alliance (IPWA)
  - 1 fois champion poids lourd de l'IPWA[24]
- IWA Mid-South (en)
  - 1 fois champion poids lourd de l'IWA Mid-South (en)[25]
- New Dimension Wrestling (NDW)
  - 1 fois champion poids lourd de la NDW[26]
- Mid-Atlantic Championship Wrestling (en)
  - 1 fois champion National de la National Wrestling Alliance (NWA)[27]
- Mid-South Wrestling (en)
  - 1 fois champion Télévision de la Mid-South Wrestling[28]
- National Wrestling Alliance Championship Wrestling America
  - 1 fois champion par équipes des États-Unis de la National Wrestling Alliance (NWA)[29]
- Smoky Mountain Wrestling (SMW)
  - 1 fois champion poids lourd de la SMW[30]
  - 1 fois champion Beat the Champ Television de la SMW[31]
- Southern States Wrestling (SSW)
  - 1 fois champion poids lourd de la SSW[32]
  - 2 fois champion par équipes de la SSW avec Beau James[33]
- Tri-State Wrestling Alliance (TWA)
  - 1 fois champion poids lourd de la TWA[34]
- United States Wrestling Association (USWA)
  - 1 fois champion poids lourd de l'USWA[35]

## Récompenses des magazines
- Pro Wrestling Illustrated

| Année | 1991 | 1992 | 1993 | 1994 | 1995 | 1996       | 1997 | 1998 |
| ----- | ---- | ---- | ---- | ---- | ---- | ---------- | ---- | ---- |
| Rang  | 184  | 163  | 336  | 382  | 72   | Non classé | 231  | 262  |